# Leszek Rózga
Leszek Rózga (* 1924 in Zgierz; † 15. Juli 2015) war ein polnischer Maler, Grafiker und Hochschullehrer. Er gehört zu den international bekanntesten polnischen Grafikern.

## Leben
1945 und 1946 nahm er Mal- und Zeichenunterricht bei Maria Skarbek-Kruszewska. Ab 1948 studierte er an der Staatlichen Hochschule für Bildende Künste (polnisch: Państwowa Wyższa Szkoła Sztuk Plastycznych PWSSP) in Łódź unter der Leitung der Professoren Adam Rychtarski, Stefan Wegner, Ludwik Tyrowicz und Władysław Strzemiński. Aufgrund der Einstellung der Fakultät in Łódź studierte Rózga ab 1952 an der Fakultät für Grafik der PWSSP in Katowice, einer Zweigstelle der Kunstakademie in Krakau. Im Jahr 1954 legte der Künstler in Krakau sein Examen mit Auszeichnung ab. 1958 wurde er Mitglied der Künstlergruppe „Fünftes Rad“ (polnisch: „Piąte Koło“).
Im Jahr 1967 begann er die Lehrtätigkeit an seiner Alma Mater, der PWSSP in Łódź. Zusammen mit Stanisław Fijałkowski und Roman Artymowski baute er dort 1971 die Fakultät für Grafik auf. Er war Dozent und Direktor in der Abteilung für Tiefdruck sowie bis 1979 stellvertretender Dekan der neuen Fakultät. Von 1975 bis 1983 war er der Direktor der Grafik-Werkstatt. Im Jahr 1979 erhielt er den Titel eines Professors. Im Jahr 1994 beendete er seine Lehrtätigkeit an der seit 1996 Akademie der Bildenden Künste (polnisch: Akademia Sztuk Pięknych im. Władysława Strzemińskiego) genannten Hochschule.
Rózga nahm an rund 500 Ausstellungen in Polen und im Ausland teil. Einzelausstellungen fanden in Museen oder Galerien vieler polnischer Städte sowie in Hamburg, Köln, Nürnberg, Bremen, Berlin, Wien, Oslo, London, Paris, Prag, Barcelona, Rom, New York und Chicago statt. Er ist Preisträger von etwa 60 Auszeichnungen für seine Leistungen im Bereich von Kunst und Ausbildung. Im Jahr 2004 wurde er zum Ehrenbürger seiner Geburtsstadt Zgierz ernannt.

## Werk
Rózgas Werk ist von oft mehrjährigen Bilderzyklen bestimmt. Sein erster Zyklus hieß „Zwischen den alten Mauern“. 1961 begann er mit der Serie „Relikte“, die er im Jahr 1964 abschloss. Weitere Serien in den 1960er Jahren waren: „Alpdruck“, „Unmass“ und „Karussell“. Spätere Serien waren „Durchdringen“, „Mülleimer“ und „Intime Welt“.
Rózga fand über die Zeichnung und Malerei (Gouache-Technik) zur Druckgrafik, zu Beginn Monotypie und später Radierung, Aquatinta und Kalte Nadel. Die meistens einer Arbeiten verbindet die Virtuosität der Herstellung, das stilisierte Bild des späten Mittelalters und die feine Zeichnung surrealer Phantasie. Für manche Kritiker ist er ein führender Vertreter des „metaphorischen Trends“. Viele Kritiker verweisen auf einen erkennbaren Fokus auf die exquisite Schönheit der poetischen Metapher und die Suche nach der absoluten Wahrheit – eine Symbolik, die die Quelle der grafischen Arbeiten des Künstlers darstellen kann. Allerdings ist Rózgas Werk aufgrund der Vielzahl und Vielfalt der verarbeiteten Themen in vielerlei Hinsicht interpretierbar.